# Chabuata calva
Chabuata calva är en fjärilsart som beskrevs av Max Wilhelm Karl Draudt 1924. Chabuata calva ingår i släktet Chabuata och familjen nattflyn. Inga underarter finns listade i Catalogue of Life.